# Laccophilus flavopictus
Laccophilus flavopictus är en skalbaggsart som beskrevs av Régimbart 1889. Laccophilus flavopictus ingår i släktet Laccophilus och familjen dykare. Inga underarter finns listade i Catalogue of Life.